# 614667 Rogersmith
614667 Rogersmith è un asteroide della fascia principale. Scoperto nel 2010, presenta un'orbita caratterizzata da un semiasse maggiore pari a 3,1150154 au e da un'eccentricità di 0,2948881, inclinata di 14,77745° rispetto all'eclittica.